# Tamm Media
Das Unternehmen Tamm Media entstand 2009 durch die Überführung verschiedener Verlage und Produkte in eine Holding. Die zwei von der Gesellschaft geführten Verlagsunternehmen haben unterschiedliche Themenkreise als Zielrichtung. In diesen zwei Verlagen sind weitere Verlage integriert, die einzelne Zeitschriften als Produkte publizieren. Die Verlagsgruppe hat ihren Sitz in Hamburg.

## Unternehmensteile

### Schiffahrtsverlag Hansa
Der Schiffahrts-Verlag Hansa publiziert die Zeitschriften Hansa – International Maritime Journal sowie Binnenschifffahrt.

### Maximilian Verlag
Im Maximilian Verlag erscheinen die Vorschriftensammlungen, Fachzeitschriften und Fachbücher der Deutschen Verwaltungspraxis. Zum Maximilian Verlag gehören Koehlers Verlagsgesellschaft, der Verlag  E.S. Mittler & Sohn und der Report-Verlag. 
Die Zeitschriften Segel Journal, Yachting Swissboat und Ocean7 wurden Anfang 2012 an Quarto Media verkauft.